# محمد الدغمومي
محمد الدغمومي كاتب وأستاذ جامعي مغربي من مواليد مدينة طنجة سنة 1947.

## مسيرته
حصل سنة 1987 على دبلوم الدراسات العليا في الأدب العربي من كلية الآداب والعلوم الإنسانية بالرباط حيث يشتغل أستاذا جامعيا.
بدأ النشر سنة 1965 بجريدة «الكفاح الوطني». يتوزع إنتاجه بين القصة القصيرة، الرواية، والنقد الأدبي. نشر كتاباته بعدة صحف ومجلات: المحرر، البلاغ المغربي، الاتحاد الاشتراكي، العلم، أنوال، أقلام، الأقلام (العراق)، آفاق، الآداب (لبنان)، وغيرها.

## من أعماله
- الماء المالح: قصص، الرباط، التل، 1988، 102 ص.

- الرواية والتغيير الاجتماعي، الدار البيضاء، إفريقيا الشرق، 1990.

- بحر الظلمات: رواية، الدار البيضاء، دال الألفة، 1993.

- جزيرة الحكمة، جزيرة الكتابة: رواية، منشورات شراع.

- مقام العري: قصص، دمشق، 1993.

- أوهام المثقفين: دراسة، طنجة، منشورات شراع، 1997.

- نقد النقد وتنظير النقد العربي: دراسة، الرباط، 1999.